# Tetragonocephalon lutianus
Tetragonocephalon lutianus är en kräftdjursart som beskrevs av V.I. Avdeev 1978B. Tetragonocephalon lutianus ingår i släktet Tetragonocephalon och familjen Cymothoidae. Inga underarter finns listade i Catalogue of Life.